# Дубравка Зубовић
Дубравка Зубовић је југословенска оперска певачица и глумица.

## Биографија
Рођена је у Загребу. Динко Фио, диригент хора на хрватској радио-телевизији, је уочио њен талент када је имала 14 година.
Након што је дипломирала на Музичкој академији у Загребу прелази у Београд, где постаје водећи мецосопран.
Од 1991. Дубравка Зубовић живи у Округу Оринџ, Калифорнија. 

## Глумица
|           | 1970 | 1980 | Укупно |
| --------- | ---- | ---- | ------ |
| ТВ серија | 4    | 1    | 5      |
| Год.   | Назив                              | Улога \|- style="background: Lavender; text-align:center; " | 1970.е_ | 1970.е_ | 1970.е_ | 1970.е_ |
| 1975.  | Мука свете Маргарите (ТВ серија)   | Маргарита                                                   |         |         |         |         |
| 1977.  | Част ми је позвати вас (ТВ серија) | Дубравка                                                    |         |         |         |         |
| 1977.  | Никола Тесла (ТВ серија)           | Милка Трнина (оперска дива)                                 |         |         |         |         |
| 1979.  | Седам плус седам (ТВ серија)       | Дубравка                                                    |         |         |         |         |
| 1980.е |                                    |                                                             |         |         |         |         |
| 1981.  | Улични певачи (ТВ серија)          | /                                                           |         |         |         |         |